# Fürstabtei Murbach

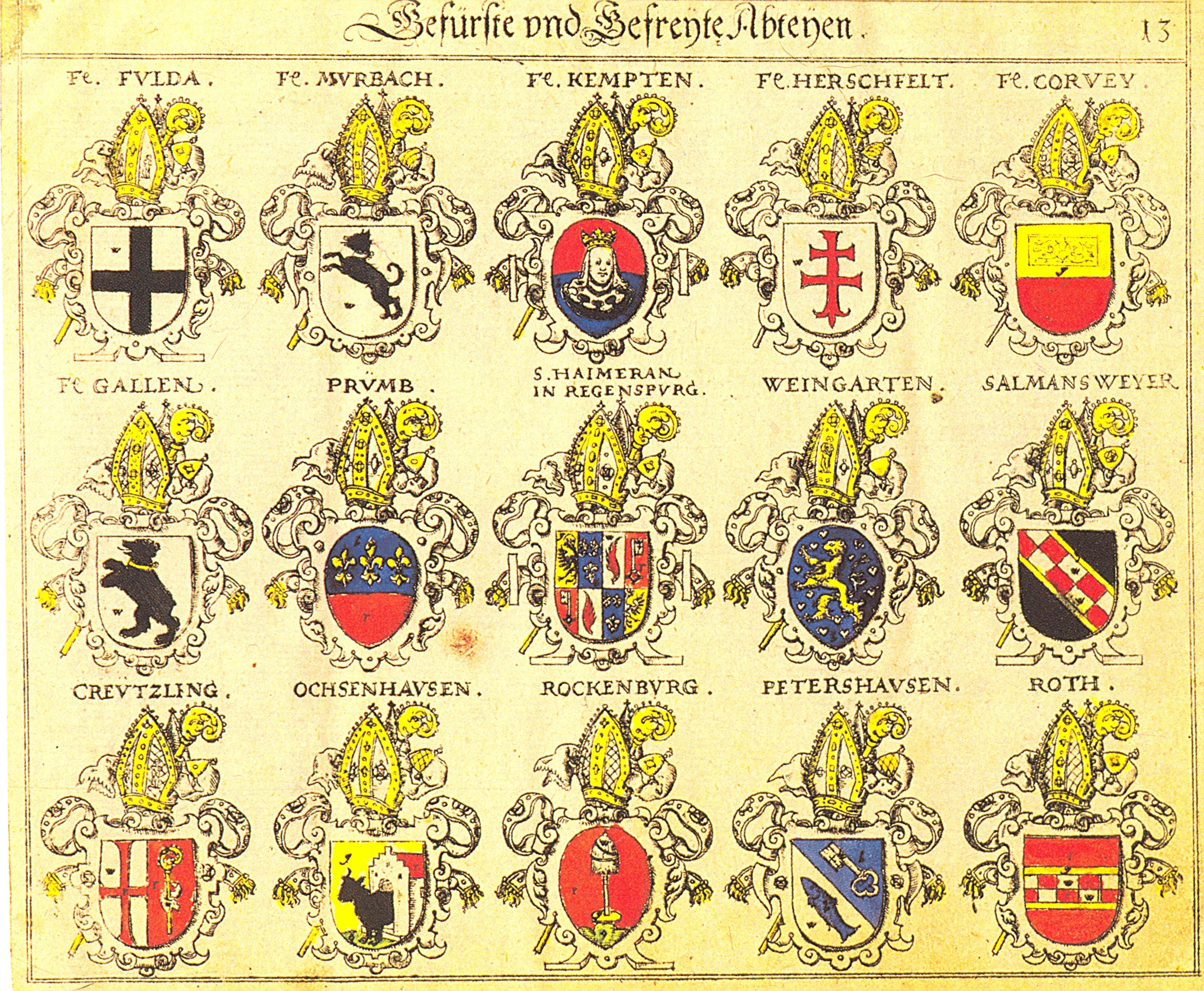
Wappentafel der gefürsteten und gefreiten Abteien (Siebmachers Wappenbuch, Tafel 13, 1605; Murbach obere Reihe zweite von links)

Die Fürstabtei Murbach (lat. anfangs Vivarus peregrinorum; später Murbacense monasterium; Patrozinium: St. Leodegar) war eine bedeutende Benediktinerabtei im südlichen Elsass, 727 gegründet, deren erster Abt der heilige Pirminius wurde. Bedeutend sind die baulichen Reste der Abteikirche Murbach. Der Abt des Klosters war als Fürstabt Reichsfürst mit Reichsstandschaft.

## Geographie
Die Abtei befand sich im Elsass in einem Tal am Fuß des Großen Belchen (französisch Grand Ballon) am Osthang der Vogesen. Die baulichen Reste der Abtei liegen in dem Weiler Murbach, der bei der Abtei entstand, und heute im Département Haut-Rhin und der französischen Region Grand Est liegt. Nächstgrößere Gemeinde ist Guebwiller (Gebweiler), wo die Abtei im 18. Jahrhundert auch ihren Sitz nahm.
Nach der territorialen Konsolidierung ihres Herrschaftsbereichs am Ende des Mittelalters bestand die Abtei aus zwei miteinander räumlich nicht verbundenen Gebieten: Dem Bereich um die Abtei Murbach und dem Gebiet des mit ihr vereinigten Kloster Lüders. Der Bereich um die Abtei Murbach bestand wiederum aus den drei Ämtern Gebweiler im Tal der Lauch, Sankt Amarin im Tal der Thur und Wattweiler im Tal des Siehlbachs. Dieses Territorium bildete zwar ein geografisch geschlossenes Gebiet, allerdings waren die drei Täler in den Vogesen wegen der dazwischen liegenden Höhenzüge untereinander nur durch Straßen verbunden, die außerhalb der Fürstabtei verliefen.

## Gründung

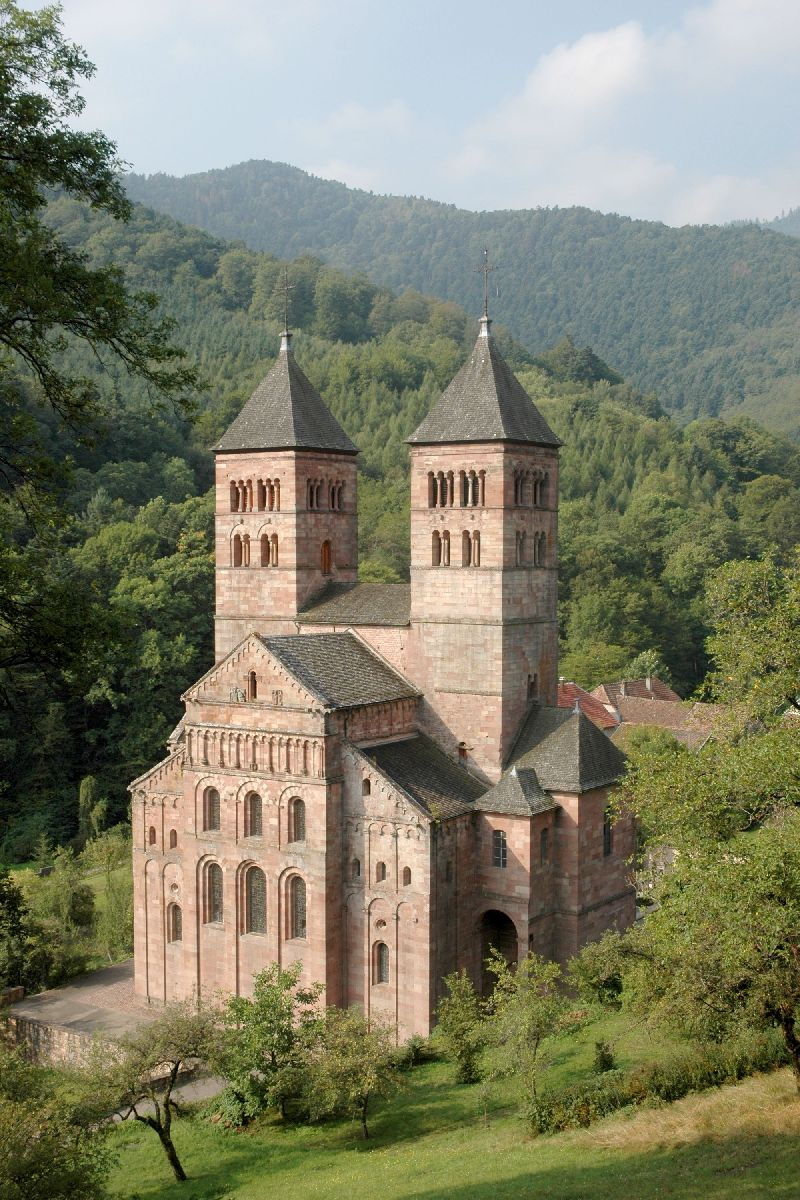
St.-Leodegar-Kirche Murbach

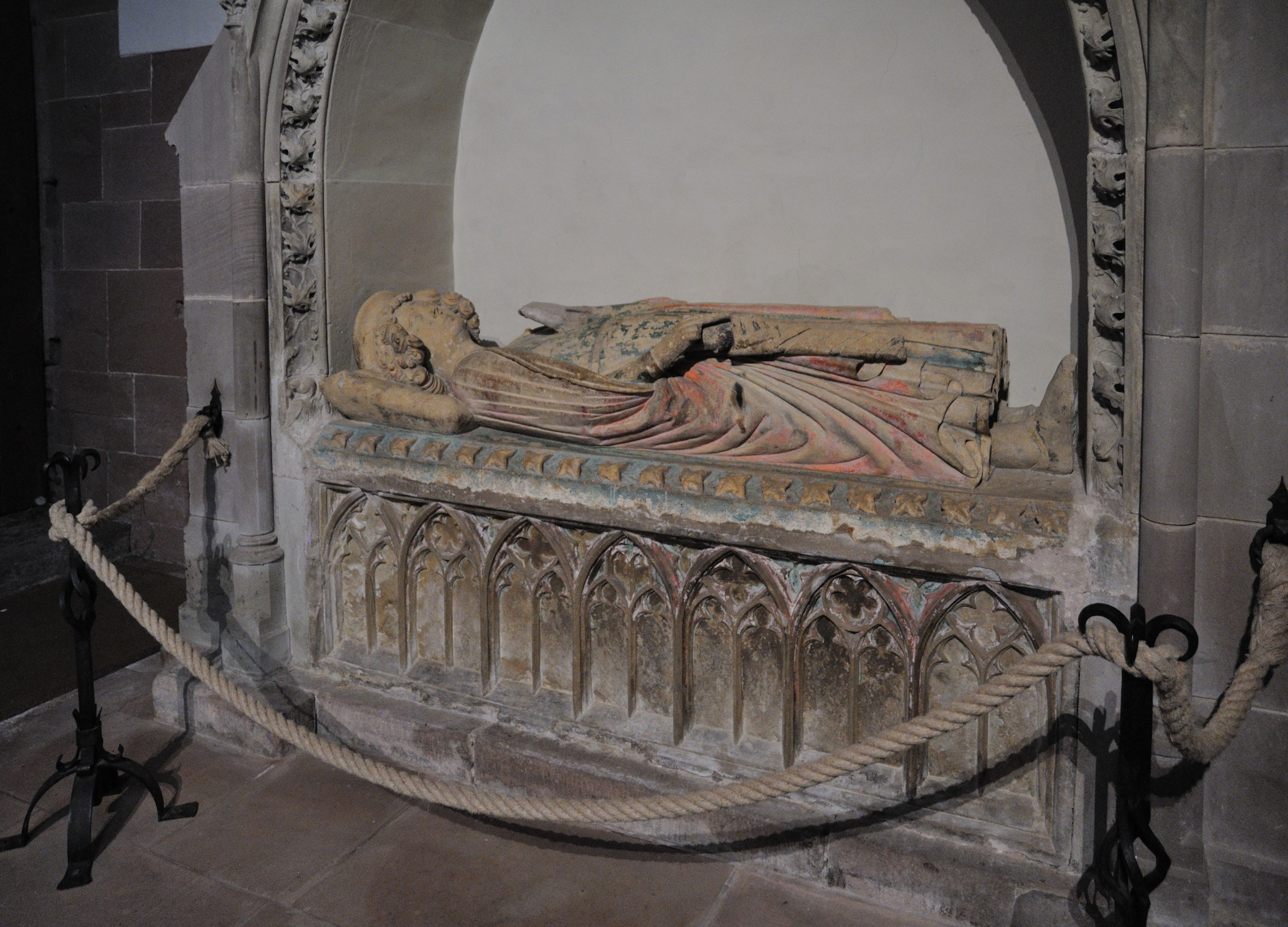
Spätgotisches Grab (oder Epitaph) für den Stifter, Graf Eberhard, in der Kirche

Stifter der Abtei war Graf Eberhard von Elsass (Ebrohard von Egisheim), Bruder des Herzogs Liutfrid, aus dem Adelsgeschlecht der Etichonen. Er war erblindet und sein einziger Sohn war vor ihm verstorben. So gab es keinen direkten Erben, den er mit einer reichen Stiftung geschädigt hätte. Graf Eberhard stattete die Abtei mit etwa 40 Gemeinden aus, die zwischen der Burgundischen Pforte und Hagenau lagen. Er betraute 727 Abtbischof Pirmin vom Kloster Reichenau mit dem Aufbau der Klostergemeinschaft. Pirmin weihte das Kloster und organisierte hier nach seinem Ideal der Peregrinatio eine Gruppe von Wandermönchen nach der Benediktinerregel und nannte das Kloster Vivarius Peregrinorum (lateinisch für Hort der Pilger / Wandermönche). Weiter verschaffte er ihm umfangreiche Privilegien. So erwirkte Pirmin vom Straßburger Bischof Widegern dessen Verzicht auf alle bischöflichen und eigenenkirchlichen Rechte an Murbach, sowie die Gewährung des Rechts der freien Wahl des Abtes – womit die Unabhängigkeit des Klosters vom Diözesanbischof erreicht war (Exemtion) – und unterstellte es dem Königsschutz. Der fränkische König Theuderich IV. gewährte die Immunität gegenüber der königlichen Macht, gestand seinerseits das Recht der freien Abtwahl zu und schenkte Murbach reiche Besitzungen, darunter das Benediktinerkloster in Luzern (früher Pippin dem Kurzen zugeschrieben).  Pirmin selbst aber blieb nicht dauerhaft im Kloster Murbach. Nach seinem Weggang erhielt das Kloster einen eigenen Abt, der in den Quellen „vir venerabilis Romanus“ genannt wird. Die Klosterzucht sollte fortan von einem benachbarten Kloster ähnlicher Prägung und Observanz kontrolliert werden. Die Weihen durfte der Abt durch einen Klosterbischof spenden lassen. Die Abtei war später unmittelbar dem Papst und dem Kaiser – und nach 1680 – dem französischen König – unterstellt. Die Privilegien wurden häufig bestätigt, etwa anlässlich einer Abtwahl.
Die Abtei Murbach wurde unter das Patrozinium des heiligen Leodegar von Autun (französisch Saint Léger) gestellt, der im 7. Jahrhundert in Burgund die Benediktinerregel eingeführt hatte und dessen Haupt im Jahr 760 nach Murbach gebracht wurde. Ein anderer Grund könnte ein Verwandtschaftsverhältnis zwischen dem Heiligen und den Etichonen gewesen sein. Das Patrozinium wurde von einer ganzen Reihe von Pfarrkirchen übernommen, die von der Abtei abhingen.
Nach der Gründungslegende ließen sich die ersten schottischen Mönche bei der Ortschaft Bergholtzzell nieder, da sie dort aber nicht die nötige Stille fanden, zogen sie weiter nach oben ins Tal zum Eingang des Tälchens von Murbach.

## Erste Blüte

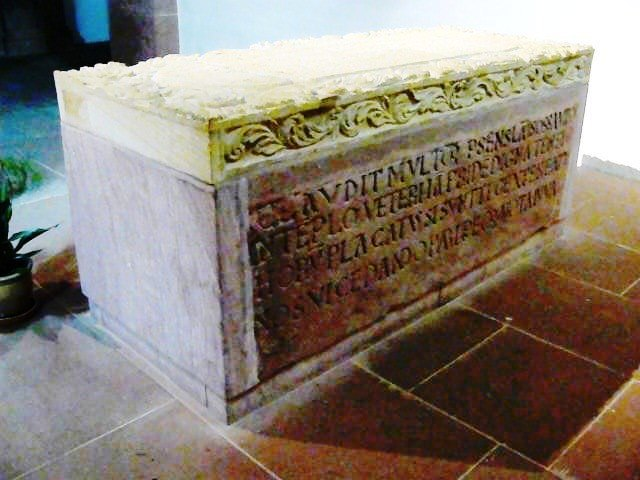
Grab der beim Einfall der Ungarn im Juli 936 ermordeten Mönche

Das Kloster erlangte schon bald eine führende Stellung und spielte unter den Karolingern eine wichtige politische Rolle. König Pippin der Kurze bestätigte Murbachs Privilegien. Karl der Große machte es zum Königskloster (Reichskloster) und ernannte sich selbst in den Jahren 782 bis 783 zu dessen weltlichem Abt (Pastor Murbacencis). Um das Jahr 850 war Murbach eines der geistigen Zentren am Oberrhein. Den hohen Rang der oberelsässischen Abtei preist auch Alkuin in seinen Briefen nach einem Besuch in Murbach. Das Kloster verfügte über ein Skriptorium und die Bibliothek umfasste damals rund 340 theologische, grammatische und geschichtliche Werke, worüber ein umfangreicher Bibliothekskatalog mit über 300 Bänden aus dem späten 9. Jahrhundert informiert, der viele klassische Autoren und Geschichtswerke verzeichnet. Er ist in einer Abschrift von 1464 überliefert und befindet sich heute in Colmar. Es bestand eine Gebetsgemeinschaft mit den Klöstern Reichenau, Remiremont, St. Gallen und San Salvatore in Brescia.
Die ursprüngliche Stiftung wurde ständig durch Zustiftungen vermehrt. Die meisten davon befanden sich ebenfalls im Elsass. Hinzu kamen Liegenschaften auf dem rechten Rheinufer, bis in den Schwarzwald. Darüber hinaus erwarb die Abtei im 9. Jahrhundert das Gebiet von Luzern in der Schweiz, ein wichtiger Punkt auf der Route von Deutschland nach Italien über den Gotthardpass. Das Kloster besaß eine Reihe von Gütern in der Pfalz, in der Gegend von Worms und bis hin nach Mainz. Das Herrschaftsgebiet des Klosters Murbach umfasste schließlich Rechte und Liegenschaften in etwa 350 Ortschaften. Murbach war im 9. Jahrhundert eines der reichsten Klöster im Elsass. Die Klosterschule von Murbach wies einen hohen Standard auf, was Alkuin in zwei überlieferten Briefen ausdrücklich erwähnte.
Diese erste Blütezeit endete  mit dem Einfall der Ungarn im Elsass ab 926. Im Juli 936 überfielen und plünderten sie das Kloster, sieben Mönche wurden ermordet. Deren Grab ist in der Abteikirche erhalten. Erst 959 konnten Abtei und klösterliches Leben wiederhergestellt werden.

## Ausstrahlung
1178 wurde die Stadt Luzern durch das Kloster Murbach gegründet. Auch eine Reihe von Klostergründungen gingen von Murbach aus, das
- Kloster Bergholtzzell 1006,
- Stift Goldbach 1135,
- Stift Saint-Amarin (deutsch Sankt Amarin),
- Stift Sankt Marien für vier Kanoniker innerhalb des Murbacher Klosterbezirks und
- Kloster St. Leodegar im Hof in Luzern.

Aus der Abtei stammen die Bischöfe Simpert von Augsburg (umstritten) und Landelous von Basel.
Aus dem Kloster stammen wichtige literarische Zeugnisse:
- Die Murbacher Hymnen.[Anm. 2] Deren interlineare althochdeutsche Glossen zwischen dem lateinischen Text, die in Murbach hinzugefügt wurden, waren als Verständnishilfe für die Novizen beim Lernen der Texte gedacht und sind heute ein wichtiges Zeugnis früher alemannischer Sprache.[9]
- Das Wessobrunner Gebet, ältestes erhaltenes religiöses Gedicht in deutscher Sprache, soll im Kloster Murbach entstanden sein.[13]
- Der Murbacher Velleiuscodex ist verloren und nur in der Amerbachschen Abschrift verderbt überliefert.[14]

In den Werkstätten des Klosters arbeiteten Goldschmiede und Teppichwirker, die Bildteppiche herstellten.

## Zweite Blütephase
Das Kloster erholte sich von dem Ungarn-Einfall. Dass es sich um das Jahr 1000 der cluniazensischen Reform anschloss lässt sich kaum belegen, vielmehr gewannen im 11. Jahrhundert  unter Abt Samuel von Weißenburg, der sowohl Murbach als auch Gregorienmünster regierte, die Beziehungen zum Reform-Kloster Gorze an Bedeutung. Das Kloster erreichte eine zweite Phase von herausragender Stellung. Diese sicherte es durch eine große Nähe zum staufischen Königshaus, obgleich es zwischenzeitlich zur Partei des Gegenkönigs Rudolf von Rheinfelden wechselte. Abt Hugo von Rothenburg nahm am Kreuzzug Kaiser Friedrichs II. teil, Abt Erlolf von Bergholz war Berater Kaiser Heinrichs V. und nahm an den Verhandlungen zum Wormser Konkordat teil, war in dieser Angelegenheit Gesandter des Kaisers zu Papst Calixt II. und an der Reichsversammlung in Worms beteiligt, die 1122 den Vertrag aushandelte. In der Zeugenliste wird er genannt.
Die Habsburger waren mit dem Kloster Murbach eng verbunden, nachdem Werner II. von Habsburg, Vogt des Klosters geworden war und umfangreiche Lehen von der Abtei erhielt. Dazu zählten die Vogtei über das Kloster Luzern, die im Aargau gelegenen Höfe in Pratteln, Augst, Möhlin, Schupfart, Wittnau und Gipf sowie die im Breisgau gelegenen murbachischen Güter darunter, die Höfe in Bellingen, Bamlach, Schopfheim sowie die Burg Rötteln. Nicht immer wurde die Vogtei von den Habsburgern direkt ausgeübt, sondern auch als Lehen an die Herren von Horburg weiter verliehen. Im Rahmen der Vogtei kam es auch zur Aneignung von Klosterbesitz durch die Vögte. 1259 gelang es dem Kloster, den Habsburgern und Horburgern die Vogteirechte abzukaufen. Vor allem das starke militärische Engagement der Abtei im Reichsdienst führte im 12. Jahrhundert zu einem Verfall der monastischen Disziplin. Allerdings wurde 1123 auch die noch heute bestehende Abteikirche erbaut.
Die zweite Blütephase erreichte ihren Höhepunkt im 13. Jahrhundert. Die Abtei Murbach zählte zu den mächtigsten geistlichen Einrichtungen im Deutschen Reich. In dieser Phase wurde Abt Hugo von Rothenburg 1228 von Kaiser Friedrich II. in einer Urkunde als „princeps“, also (Reichs)fürst bezeichnet, ein Titel, den auch alle seine Nachfolger bis zum Untergang des Heiligen Römischen Reiches innehatten. Beim Einzug von Walter von Geroldseck, des neuen Bischofs in Straßburg am 2. Februar 1261, bot der Abt des Klosters Murbach, Bertold von Steinbrunn, 500 Berittene auf. Die Verbindung der Abtei zu den Habsburgern war weiterhin eng. Die Mönche kamen nun vorwiegend und ab dem Ende des 13. Jahrhunderts nur noch aus dem Adel, vornehmlich dem lokalen Adel. Der wiederum versuchte, sich Rechte und Liegenschaften des Klosters anzueignen. Das Territorium des Klosters erreichte in jenem Jahrhundert seine größte Ausdehnung, weswegen es durch zahlreiche Burgen abgesichert wurde.
Der Abt des Klosters war als Fürstabt mit eigener Stimme auf dem Reichstag vertreten und entsandte bis ins 18. Jahrhundert hinein Vertreter zum Reichstag. Zudem war er in das landständische System des Elsasses eingebunden.

## Langer Niedergang
Mit dem Ende der Stauferzeit schwand die Bedeutung der oberrheinischen Region ab dem 14. Jahrhundert zunehmend, damit auch die politische Bedeutung des Klosters und dessen Ressourcen. 1214 gab das Kloster die Besitzungen rund um Mainz auf, 1291 musste das Kloster die Stadt Luzern an die Habsburger verkaufen. Die unruhigen Zeiten forderten hohe Aufwendungen für Stadtbefestigungen von Gebweiler, Wattweiler und Sankt Amarin und den Burgenbau, etwa die Burgen Hugstein, Hohrupf, Hirtzenstein, und Friedbourg. Die Abtei verschuldete zunehmend und „provinzialisierte“: 1299 wurde Albrecht / Albert von Liebenstein durch den Propst des Domkapitels Basel zum Abt von Murbach ernannt, nachdem sich wegen der katastrophalen wirtschaftlichen Lage des Klosters niemand fand, der sich wählen lassen wollte.
Im Jahr 1335 gaben die verbliebenen 13 Mönche und der Abt ihr monastisches Gemeinschaftsleben auch offiziell auf und führten eine Art stiftischer Lebensweise, eine wohl schon seit längerem geübte Praxis. Die Einkünfte wurden in Pfründen aufgeteilt. Das Kloster nahm in dieser Zeit aktiv am regionalen politischen Leben des Elsasses teil, war vor allem auch an Landfriedensschlüssen beteiligt. Nach außen setzte es weiter auf das Bündnis mit Habsburg.
1375 und 1376 wurde die Fürstabtei durch Truppen des Enguerrand VII. de Coucy im Guglerkrieg überfallen, am 10. September 1382 brannte die gesamte Abtei nieder.

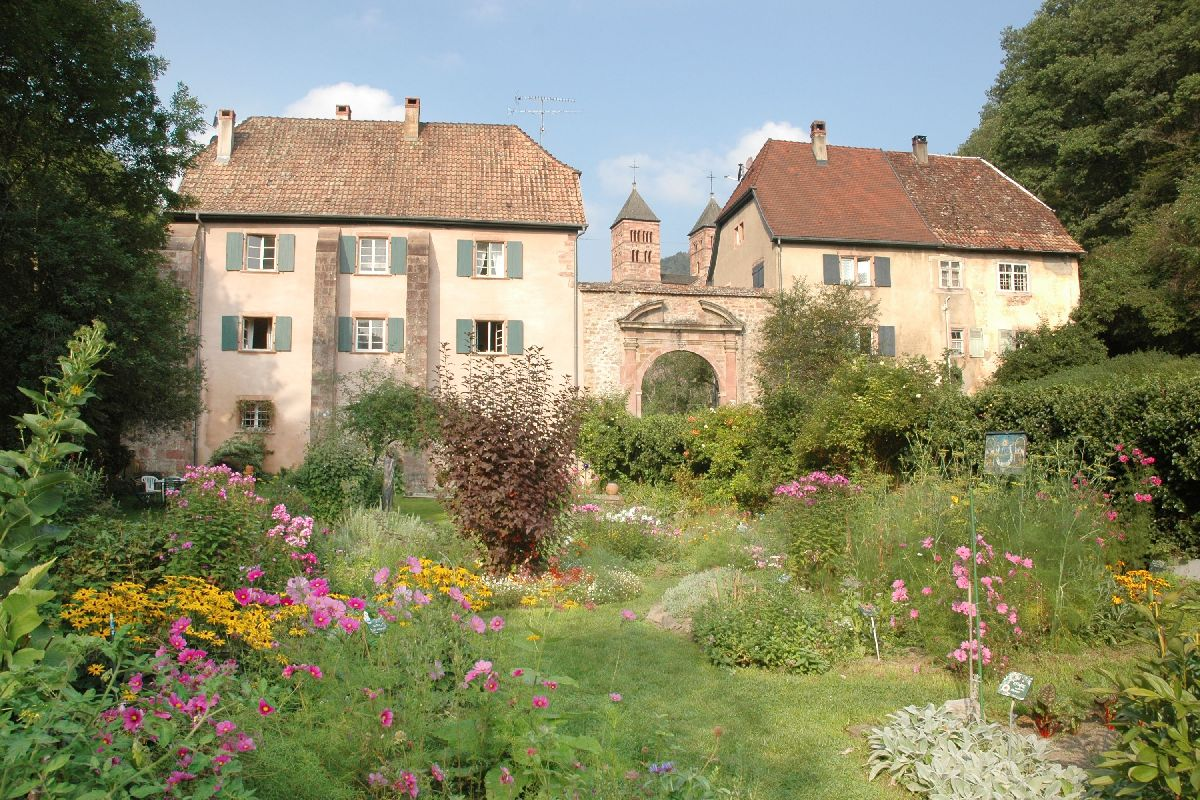
Klostergarten Murbach

Im 15. Jahrhundert gelang dann aber eine Konsolidierung – wieder in Anlehnung an die Habsburger. Die Abtei Murbach zählte sich neben Fulda, Weißenburg und Kempten zu einem der vier großen „kaiserlichen“ Klöster im Reich. Holz aus den Vogesen und der Betrieb von Bergwerken dort waren nun die Hauptquelle der Einnahmen. Allerdings verlor die Abtei Murbach 1456 die letzten Rechte hinsichtlich des Klosters Luzern. Das Stift von St. Amarin wurde nach Thann verlegt und damit auch außerhalb des Einzugsbereichs der Abtei Murbach.
Die Reformation konnte in der Fürstabtei nicht Fuß fassen: 1524 wurden in Gebweiler einige der „Irrlehre“ Verdächtige auf dem Scheiterhaufen hingerichtet. Später wurde die Abtei Murbach einer der Ausgangsorte der Gegenreformation im Elsass.
Im Prozess der Territorialisierung organisierte sich die Abtei zunehmend als kleines Fürstentum. Territorial konzentrierte sie sich nun vorrangig auf das Elsass und verkaufte den Besitz, den sie im Gebiet von Luzern (1290), rechtsrheinisch und im Bereich von Delle (deutsch Dettenried oder Dattenried) (1274) hielt, als Lehen an Dietrich III. von Mömpelgard. Das ermöglichte es im Gegenzug, fremde Rechte im Kernbereich des Territoriums aufzukaufen und das Gebiet im Innern zu konsolidieren. Das geschah auch, indem neue Dörfer gegründet wurden. Nach außen wurde das durch einen Ring von Burgen abgesichert, die das Territorium umgaben. Zentrale Figur dieser Modernisierung war der Abt Bartholomäus von Andlau (1447–1476), der eine effektive Verwaltung einsetzte und auch für Ordnung im Archiv und der Bibliothek des Klosters sorgte.

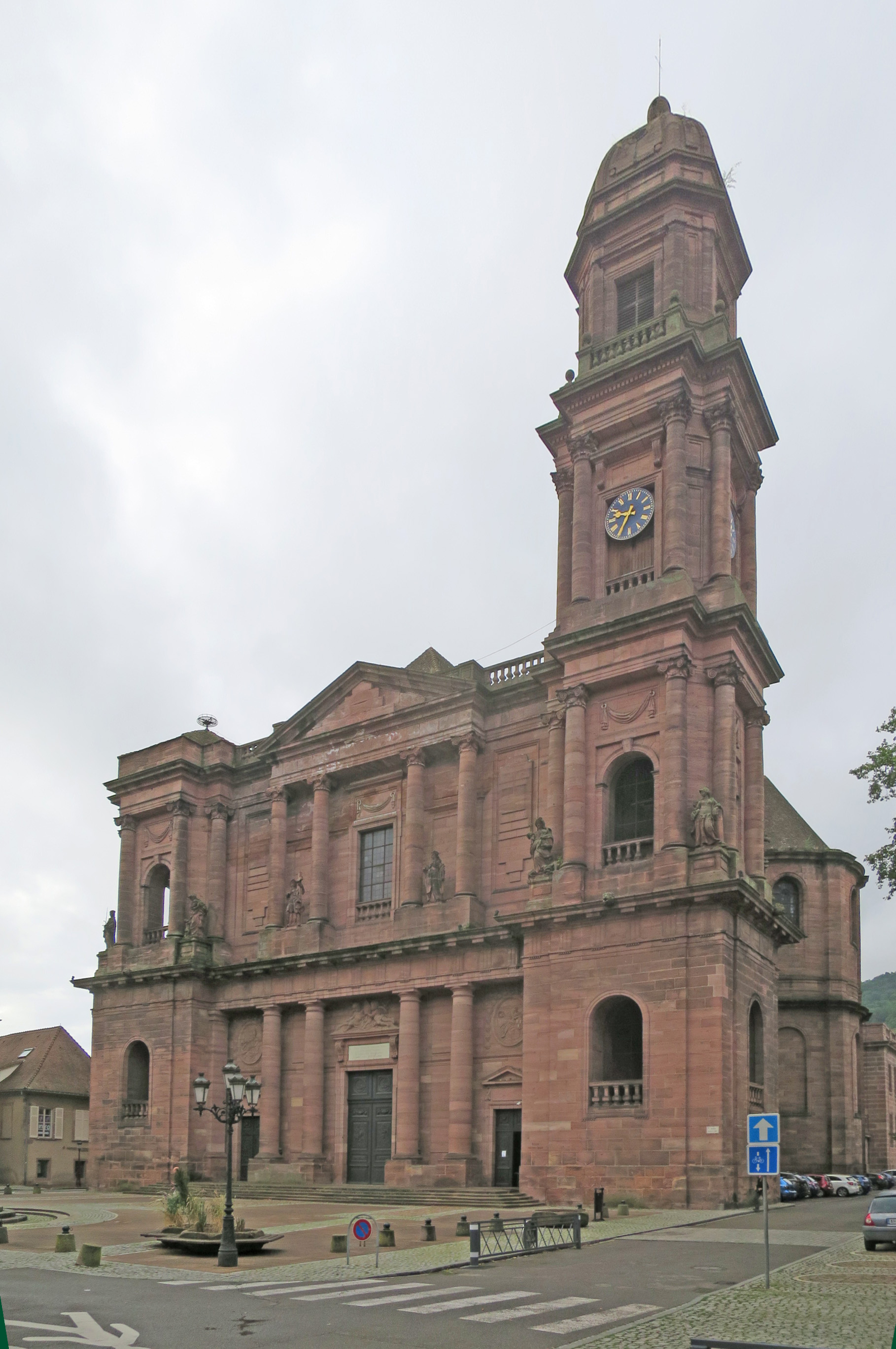
Abteikirche Notre Dame in Guebwiller vom Ende des 18. Jahrhunderts

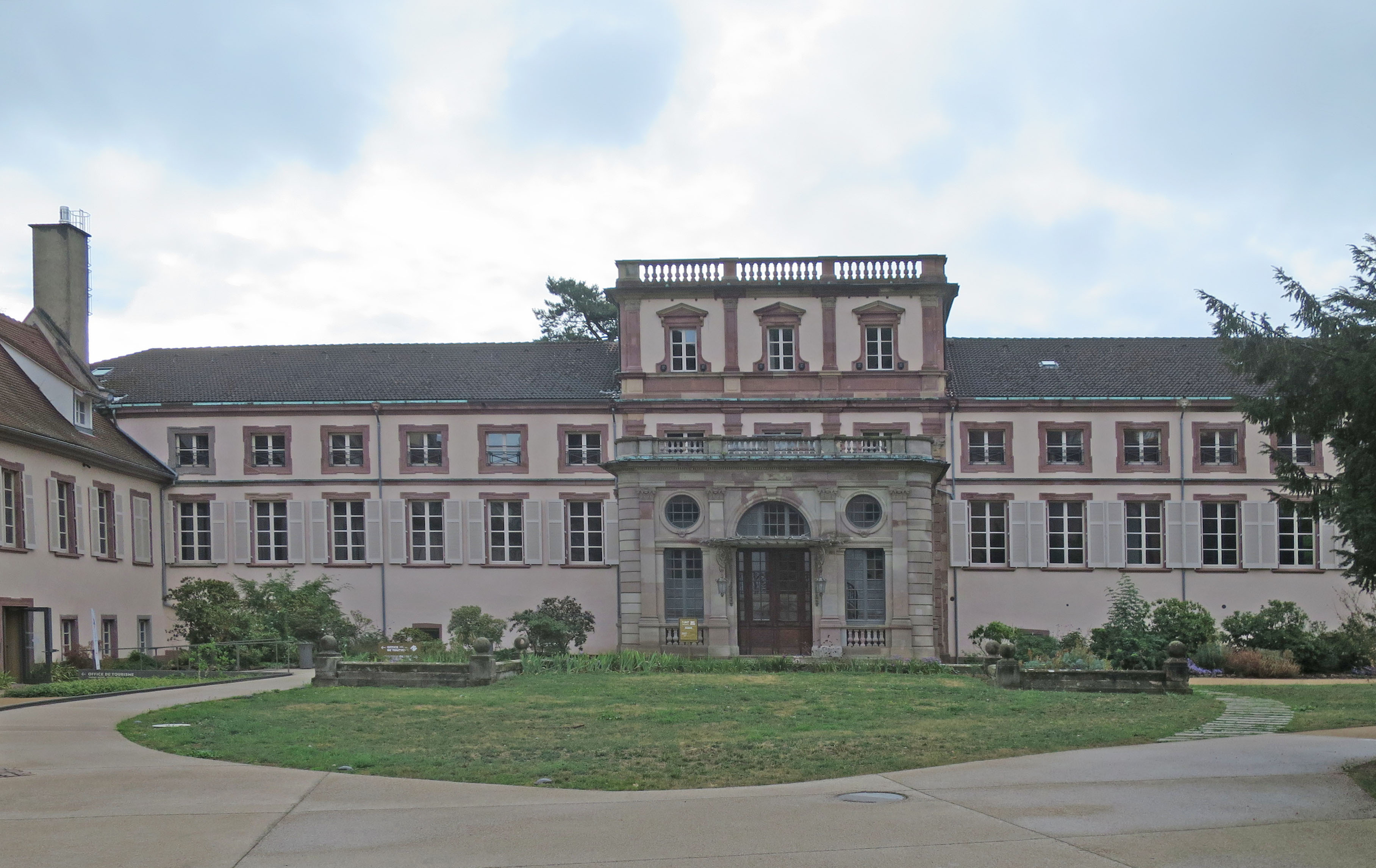
Schloss Neuenburg, Residenz des Fürstabts in Gebweiler

Seit 1468 gelegentlich und seit der Wahl von Georg von Masmünster zum Abt von Murbach 1513 war die Position des Abtes des Benediktinerklosters Lure (deutsch: Lüders oder Luders) mit der des Abtes von Murbach verbunden. Bei seiner Wahl zum Abt von Murbach war Georg von Masmünster bereits Abt des Klosters Lure. 1560 vereinigte Papst Pius IV. Lure endgültig mit Murbach, womit die Abtei Murbach komplett über die Silberbergwerke von Plancher-les-Mines verfügte. Konsequenterweise erhielt die Abtei 1544 das Münzrecht durch Kaiser Karl V. Münzstätte war Gebweiler.
Widerstand der Bürger von Gebweiler, des weltlichen Zentrums der Fürstabtei, die größere Selbständigkeit wollten, wurde gebrochen. Im Frühjahr 1525 brach der Bauernkrieg im Oberelsass aus, was auch die Stadt Gebweiler veranlasste, sich wieder gegen die Abtei zu wenden. Deren Mitglieder flohen in das benachbarte Kloster Lure. Die Abtei Murbach, abseits in einem Tal der Vogesen gelegen, blieb unversehrt und Abt Georg von Masmünster erreichte innerhalb von drei Monaten einen Kompromiss und Verhandlungsfrieden mit seinen Untertanen, der dazu führte, dass diese die murbachischen Orte Wattweiler und Uffholtz gegen den Angriff Aufständischer aus den benachbarten Territorien verteidigten. Nach dem militärischen Gegenschlag fielen die Maßnahmen gegen die eigenen revoltierenden Untertanen in der Fürstabtei daher sehr milde aus – ganz im Gegenteil etwa zu den benachbarten österreichischen Gebieten. Einschneidendste Maßnahme waren Geldstrafen und das Verbot von Zünften in Gebweiler. Mitte des 16. Jahrhunderts war die Organisation der Abtei Murbach als Territorialstaat des Deutschen Reichs abgeschlossen.
Gleichwohl gelang es nicht, das Klosterleben wieder in geordnete Bahnen zu lenken, was dazu führte, dass Kaiser Rudolf II. 1587 Kardinal Andreas von Österreich zum Abt einsetzte (er besuchte „seine“ Abtei nie). Unter seiner Verwaltung konnte zwar das Klosterleben wieder hergestellt werden, es häufte sich aber ein riesiger Schuldenberg an. Auch seine Nachfolger, Leopold von Österreich – zugleich Bischof von Passau und von Straßburg – und Leopold Wilhelm von Österreich (ebenfalls Bischof von Straßburg und von Passau) regierten fern der Abtei. Dies begründete eine Tradition, die das Amt des Abtes Männern aus dem Hochadel zukommen ließ. Geistlich und wirtschaftlich konnte das Kloster wieder Fuß fassen, was aber schon bald durch den Dreißigjährigen Krieg wieder beendet wurde. Ab 1632 war das Gebiet der Fürstabtei Murbach vom Krieg direkt betroffen. Der Konvent flüchtete nach Lure, die Mobilien wurden größtenteils nach Basel in Sicherheit gebracht, die Bibliothek auf die Burg Wildenstein. Dort wurde sie durch einen französischen Offizier geplündert, was deren heutige Verstreuung über ganz Europa erklärt. In der „Hauptstadt“ der Fürstabtei, Gebweiler, lebten am Ende des Krieges nur noch 150 Menschen, von den Mönchen des Klosters überlebte keiner. Nach dem Westfälischen Frieden von 1648, der auch die Zugehörigkeit der Abtei zum Heiligen Römischen Reich deutschen Nation bestätigte, dauerte es bis 1650, bevor wieder Benediktinermönche in der Abtei lebten und es langsam wieder aufwärts ging. Viele Einwanderer wurden durch die frei gewordenen Flächen angezogen. Auch der Mönchskonvent nahm sein Leben wieder auf, dominiert von habsburger-freundlichem lokalem Adel.
Die Krone Frankreichs versuchte im 17. Jahrhundert, das Elsass zu annektieren. Bezüglich der Fürstabtei Murbach nutzte sie die nach dem Tod des Abtes Leopold Wilhelm 1662 und seiner Nachfolger erforderlichen Neuwahlen. Im Konvent des Klosters entstand eine habsburgische und eine französische Partei. Dem französischen König gelang es letztendlich mit Hilfe des Papstes im Jahr 1664, seinen Kandidaten, Franz Egon von Fürstenberg-Heiligenberg, den Bischof von Straßburg, durchzusetzen. Wenige Jahre später, 1680, maßte sich der französische König Ludwig XIV. im Rahmen seiner Reunionspolitik auf der Grundlage zwischen März und Dezember desselben Jahres einseitig gefasster Beschlüsse der Reunionskammen von Breisach und Metz die französische Oberhoheit über die Fürstabtei Murbach und ihr zum Reich gehöriges umfangreiches Territorium einschließlich der darin befindlichen Ortschaften an. Das hatte wenig Einfluss auf das innere Leben der Fürstabtei, die sich im Laufe des 18. Jahrhunderts weiter konsolidierte. 1726 siedelte der Konvent nach Gebweiler über. Die Konsolidierung der Fürstabtei generierte auch die erforderlichen Ressourcen für den geplanten barocken Umbau in Murbach: 1727 wurde mit dem Klostergebäude begonnen, 1738 folgte die Grundsteinlegung für den Neubau der Abteikirche. Dieses Projekt blieb aber stecken und wurde durch den prachtvollen Neubau der Kirche Notre-Dame in Gebweiler und die Errichtung einer barocken Residenz für den Fürstabt, die Neuenburg, dort ersetzt. 1759 wurde der Sitz der Abtei offiziell nach Gebweiler verlegt und die Fürstabtei 1764 in ein adeliges Ritterstift umgewandelt.
1789 beendeten Französische Revolution und aufständische Bauern die Geschichte der Abtei. Der letzte Abt, Benedikt Anton Friedrich von Andlau-Homburg, starb 1839 als Domherr in Eichstätt. Die Ausstattung der Abtei und die Klosterbibliothek gingen weitgehend verloren, aber das Ostwerk der romanischen Abteikirche aus dem 12. Jahrhundert, ausgestattet mit Kreuzrippengewölbe, blieb als bedeutendes Zeugnis vorgotischer Baukunst bestehen. Das Langhaus hingegen wurde noch im 18. Jahrhundert abgerissen.

## Wappen der Fürstabtei Murbach
Das Wappen zeigt einen springenden schwarzen Hund auf weißem Schild und die Mitra als Helmzier.

## Struktur
Das Kloster Murbach war spätestens seit dem 13. Jahrhundert eine Fürstabtei. Die Fürstabtei Murbach war ein Territorium im Deutschen Reich und gehörte dort zum Oberrheinischen Kreis.

### Fürstabt
Der Fürstabt hatte das Recht eine Mitra zu tragen, was ihn auch äußerlich auf eine Stufe mit den benachbarten Bischöfen stellte und von den umgebenden Herren und Grafen abhob.
Der Fürstabt wurde – theoretisch – durch das Kapitel gewählt. Wenn dieses aber gespalten war und eine Wahl nicht zustande kam oder in Zeiten der Krise wurden auch die Schutzmächte, Papst, Kaiser oder die Habsburger, als sie Vögte waren, aktiv und setzten Äbte ein.
Als Oberhaupt der Fürstabtei Murbach konnte der Fürstabt innerhalb des rechtlich vorgegebenen Rahmens relativ frei entscheiden. Interventionen des Kapitels blieben seltene Einzelfälle, nachdem 1356 ein Vertrag zwischen Abt und Kapitel dessen Mitbestimmungsrecht bei der Vergabe von Lehen festgeschrieben hatte – eine Maßnahme, um das Gesamtvermögen des Klosters zu bewahren. Im Verkehr mit Nachbarn und auswärtigen Mächten war sowieso der Abt alleiniger Ansprechpartner.

### Territorium der Fürstabtei

#### Besitzgeschichtliche Entwicklung
Zwischen der ersten Blütephase der Abtei im Hochmittelalter und der zweiten Blütephase im Spätmittelalter gab es bereits erhebliche Verschiebungen im Besitzstand.
1214 gab das Kloster die Besitzungen rund um Mainz auf.
1274 verkaufte die Abtei ihren Besitz im Bereich von Delle (deutsch Dettenried oder Dattenried) als Lehen an Dietrich III. von Mömpelgard.
1277 kaufte die Abtei das Dorf Uffholz von den Grafen von Pfirt. Es dauerte dann aber fast weitere 50 Jahre, bis es der Abtei gelang, auch die letzten Rechte, die den Grafen dort verblieben waren, abzulösen.
1290 schloss das Kloster einen Vertrag mit König Albrecht I. von Habsburg und dessen Bruder Rudolph II., mit dem es die Stadt Luzern an die Habsburger abtrat, die dem Kloster im Gegenzug die elsässischen Dörfer Herikheim, Ostheim, Merckesheim und Retersheim überließen sowie 2000 Mark Silber zahlten.
Im Amt Sankt Amarin dauerte es sogar bis 1536, bevor alle Rechte Dritter abgelöst waren, die dort die Landeshoheit der Abtei beeinträchtigten.

#### Gliederung
Die Fürstabtei Murbach gliederte sich nach der territorialen Konsolidierung am Ausgang des Mittelalters in drei Ämter (Vogteien), in denen je eine Reihe Dörfer, drei Städte (Gebweiler, St. Amarin und Wattweiler) und eine Reihe von Burgen zusammengefasst waren. An der Spitze eines solchen Amtes stand ein Vogt oder „Schaffner“. Das Amt wurde nicht als Lehen vergeben, der Vogt war ein abrufbarer „Beamter“. Die drei Ämter waren:
- Gebweiler,
- Sankt Amarin und
- Wattweiler.
- Hinzu traten
  - die Exklave Häsingen[66] und
  - das Gebiet des Klosters Lüders.

### Vasallen
Es sind 11 Familien nachgewiesen, die meisten seit dem 12. Jahrhundert, die als Vasallen überwiegend von der Abtei abhängig und dieser verpflichtet waren. Sie stellten auch deren militärische Verteidigung und die Verwaltung sicher. Ihre Bedeutung sank, als ab dem 15. Jahrhundert modernere Formen der Verwaltung Fuß fassten.

### Kirchliche Struktur
Die Abtei besaß das Patronat über 30 Kirchen und Kapellen – nicht mitgezählt die Stellen an der Abteikirche Murbach selbst und an den abhängigen Klöstern Luzern und Sankt Amarin. Das waren alle Pfarrstellen innerhalb der Fürstabtei, außer in deren südlichstem Bereich: In Wattweiler und Uffholz lag das Kirchenpatronat beim Bischof von Basel. Darüber hinaus besaß die Fürstabtei weitere Kirchenpatronate außerhalb ihres Territoriums, hauptsächlich in den Diözesen Basel und Straßburg.
Die Fürstabtei war in zehn Pfarrgemeinden eingeteilt::
- Amt Gebweiler, die Gemeinden gehörten zur Diözese Basel:
  - Bergholz und Bergholzzell bildeten eine Kirchengemeinde, zu der auch noch der Weiler Sengeren gehörte. Es gab zwei Kirchengebäude.
  - Gebweiler war die größte Gemeinde mit der romanischen Kirche St. Leodgar.
  - Bühl
  - Lautenbachzell
- Amt St. Amarin
  - Die Kirchengemeinde Weiler bestand aus den Dörfern Weiler, Bitschweiler, Goldbach und Altenbach. Das Patronatsrecht ging vom Stift St. Amarin erst 1357 auf das Kloster Murbach über.
  - St. Martin in Sankt Amarin. Hier ging das Patronatsrecht 1254 vom Kloster St. Amarin auf das Kloster Murbach über. Zur Pfarrgemeinde St. Martin gehörten die Dörfer und Siedlungen Vogelbach, Malmersbach, Ransbach, Moosch, Mosbach, Werschholtz, Mitzach und Geishausen.
  - Mollau
  - Odern
- Amt Wattweiler
  - Wattweiler (Kirchenpatronat beim Bischof von Basel)
  - Uffholz (Kirchenpatronat beim Bischof von Basel)